# Jim McLaughlin
Jim McLaughlin (Derry, Irlanda del Norte; 22 de diciembre de 1940-15 de agosto de 2024) fue un futbolista británico que jugó en la posición de delantero centro.

## Carrera

### Club
| Periodo   | Club                   | Goles |
| --------- | ---------------------- | ----- |
| 1957–1958 | Derry City FC          | 13    |
| 1958–1960 | Birmingham City FC     | 0     |
| 1960–1963 | Shrewsbury Town FC     | 56    |
| 1963–1967 | Swansea Town           | 45    |
| 1967      | Peterborough United FC | 2     |
| 1967–1972 | Shrewsbury Town FC     | 21    |
| 1972–1974 | Swansea City AFC       | 2     |
| 1974–1979 | Dundalk FC             | 4     |

### Selección nacional
Jugó para Irlanda del Norte en 12 ocasiones de 1961 a 1966 y anotó seis goles.

### Entrenador
| Periodo   | Club                            |
| --------- | ------------------------------- |
| 1974–1983 | Dundalk FC (jugador-entrenador) |
| 1983–1986 | Shamrock Rovers FC              |
| 1986–1991 | Derry City FC                   |
| 1993–1996 | Drogheda United FC              |
| 1997–1999 | Dundalk FC                      |

## Logros

### Jugador
- Welsh Cup: 1966
- FAI Cup: 1977

### Entrenador
- League of Ireland: 1975–76, 1978–79, 1981–82, 1983-84, 1984-85, 1985-86
- Premier Division de la Liga de Irlanda: 1988-89, 1991-92
- Copa de Irlanda: 1977, 1979, 1981, 1985, 1986, 1989
- Copa de la Liga de Irlanda: 1977-78, 1980-81, 1988-89, 1990-91
- Dublin City Cup: 1983-84

### Individual
- SWAI Personalidad del Año: 1978-79, 1983-84, 1988-89